# Prekariat
Prekariat (połączenie franc. précaire - niepewny, nietrwały oraz proletariat) – kategoria społeczna, charakterystyczna dla współczesnych rynków pracy, obejmująca osoby zatrudniane w ramach elastycznych form zatrudnienia.

## Charakterystyka

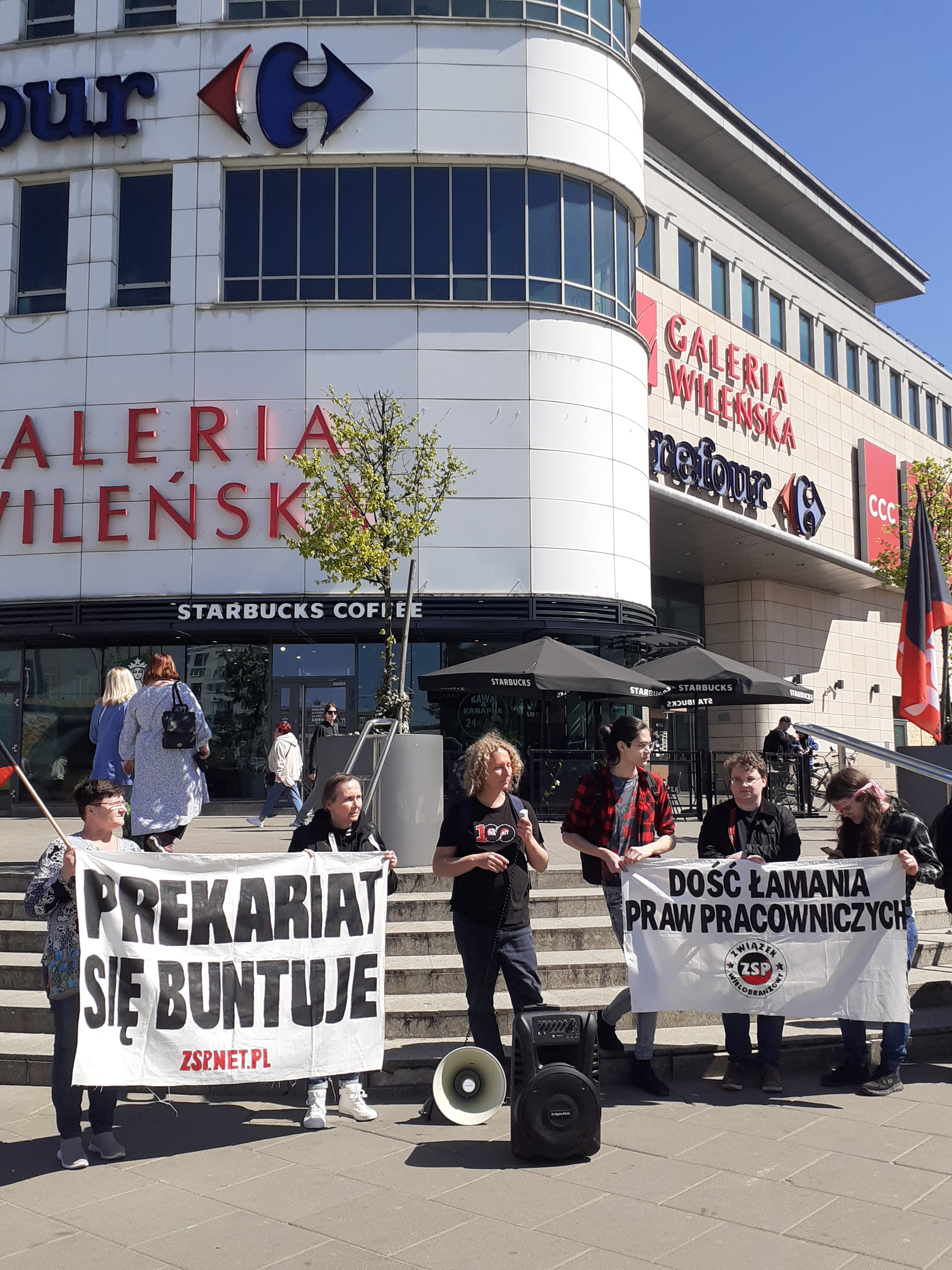
Hasło o prekariacie na banerach ZSP w trakcie demonstracji z okazji Święta Pracy (2023).

Neologizm prekariat był używany już w latach 80. przez francuskich socjologów do opisu pracowników sezonowych bądź tymczasowych.
Szersze znaczenie tego pojęcia sformułował brytyjski ekonomista Guy Standing w wydanej 2011 r. książce The Precariat: The New Dangerous Class‭ („Prekariat: Nowa niebezpieczna klasa”). Autor jest profesorem Uniwersytetu w Bath oraz założycielem, członkiem i prezesem Basic Income Earth Network. Zwraca szczególną uwagę na aspekt socjoekonomiczny.
Charakteryzuje prekariat jako ludzi pozbawionych siedmiu gwarancji zatrudnienia:
1. gwarancji rynku pracy, czyli odpowiednich możliwości pracy;
2. gwarancji zatrudnienia – odpowiednia ochrona pracownika przed zwolnieniem i stosowne dostosowanie w tym względzie przepisów prawnych;
3. gwarancji pracy – gwarancja związana z wykonywaniem danej pracy, z pewnością wykonywania takich, a nie innych obowiązków;
4. gwarancji bezpieczeństwa w pracy – szeroko pojęta ochrona zdrowia pracownika;
5. gwarancji reprodukcji umiejętności – zapewnienie nauki zawodu, szkoleń, jak i właściwego wykorzystania nabytych umiejętności w pracy;
6. gwarancji dochodu – dopasowana do wykonywanej pracy stała pensja;
7. gwarancji reprezentacji – gwarancja przedstawicielstwa interesów pracownika, na przykład bycie członkiem niezależnego związku zawodowego[3].

Standing wyróżnia trzy aspekty, które charakteryzują prekariat:
1. szczególne stosunki produkcji: niestabilność zatrudnienia, brak tożsamości zawodowej, konieczność wykonywania pracy poniżej poziomu wykształcenia, konieczność pracy także poza godzinami pracy zawodowej;
2. szczególne stosunki dystrybucji: brak/utrudniony dostęp do świadczeń (emerytury, świadczenia chorobowe itp.);
3. szczególny stosunek do państwa: postępująca utrata praw politycznych i socjalnych.

Prekariat ma według Standinga nie obejmować poszczególnych grup zawodowych, ale pewne części wszystkich grup, w zależności od poziomu dochodów, stabilności zatrudnienia, bezpieczeństwa socjalnego i istniejących ścieżek dalszego rozwoju.
Standing umieścił prekariat w dole hierarchii klas społecznych, za finansową elitą (tj. plutokracją), profesjonikami (z ang. proficians od professional + technicians), salariatem i proletariatem, a przed lumpenprekariatem. Sam Standing przyznał, że nie jest w stanie oszacować wiarygodnie liczebności tej klasy społecznej, istnieje według niego jedynie pewność co do szybkiego wzrostu jej liczebności.
Kwestia istnienia prekariatu jest obiektem sporu wśród ekonomistów, część z nich kwestionuje sensowność wyróżniania tej klasy społecznej.